# Hyaluronidase 1
L’hyaluronidase 1 est une hyaluronidase, c’est-à-dire une enzyme permettant la dégradation des chaines d'acides hyaluroniques. Elle est codée par le gène HYAL1, situé sur le chromosome 3 humain.
On la retrouve dans les urines, le plasma, le foie, les reins, la rate et le cœur.